# Pajiștile de la Liteni - Săvădisla
Pajiștile de la Liteni - Săvădisla este o arie protejată (sit de importanță comunitară — SCI) din România, desemnată în scopul protejării biodiversității și menținerii într-o stare de conservare favorabilă a florei spontane și faunei sălbatice, precum și a habitatelor naturale de interes comunitar aflate în arealul zonei de protecție. Aceasta se întinde pe o suprafață de 2.424,6 ha, integral pe uscat.

## Localizare
Centrul sitului Pajiștile de la Liteni - Săvădisla este situat la coordonatele 46°38′53″N 23°27′55″E / 46.648011°N 23.465303°E. Situl se întinde pe teritoriile administrative ale comunelor Băișoara, Ciurila și Săvădisla din județul Cluj.

## Înființare
Situl Pajiștile de la Liteni - Săvădisla a fost declarat sit de importanță comunitară (ROSCI0427) în ianuarie 2016 pentru a proteja 4 specii de animale.

## Biodiversitate
Situată în ecoregiunea continentală, aria protejată conține 5 habitate naturale: Fânețe de joasă altitudine (Alopecurus pratensis, Sanguisorba officinalis), Păduri de fag Asperulo-Fagetum, Păduri de stejar și carpen Galio-Carpinetum, Păduri de stejar și de carpen dacice, Tufărișuri subcontinentale peripanonice.
La baza desemnării sitului se află mai multe specii protejate:
- amfibieni (1): izvoraș-cu-burta-galbenă (Bombina variegata)
- nevertebrate (3): albilița portocalie (Colias myrmidone), cosaș (Isophya stysi), albăstrelul argintiu al furnicilor (Maculinea teleius)